# Канди
Канди (шп. Las tontas no van al cielo) мексичка je теленовела, продукцијске куће Телевиса, снимана током 2007. и 2008.
У Србији је приказивана 2011. на телевизији Авала.

## Синопсис
Канди је предивна, млада девојка пуна снова и надања у вези своје будућности. На својој рођенданској забави упознаје мушкарца својих снова, Патрисија. Он је постао њен центар света. Али, Патрисио јој није био само дечко, већ и очев шеф. Канди не може да буде срећнија, па своју срећу дели са своје две сестре, Алисијом и Вероником. Након неког времена, Алисија се сели у Тихуану, а Вероника премине током липосукције на операцијском столу. На прослави свог осамнаестог рођендана, недељу дана пре свог венчања са Патрисиом, Канди и он воде љубав. Алисија долази на Кандино венчање, док се Канди осећа кривом што је Алисија прекинула своју каријеру плесачице. Алисија јој опрашта или Канди само мисли да је тако.
Патрисио је, на другу страну, заљубљен у Канди, и забављајући се са кћерком свог запосленика баца со на рану своме оцу, милионеру, који је био алкохоличар и злостављао његову мајку. На Патрисиовој момачкој вечери се све мења када му пријатељи плате ноћ са стриптизетом. Алисија сазнаје за њихове планове и појављује се гола у Патрисиовој соби. Он, пијан, води љубав са њом, а јутро касније се каје због своје глупости.
На Патрисиовом и Кандином венчању спрема се права трагедија. Канди позива свог ујака Мењу на венчање, који је протеран из породице откад је признао да је хомосексуалац. Мењо се појавио на венчању, али убрзо је отишао како би избегао сукобе са остатком породице, остављајући Канди позамашну своту новца на столу. Током забаве након венчања, Патрисио и Алисија одлазе у купатило где се посвађају око јучерашњег провода, али управо тада у просторију улази Канди која зачује њихов разговор, отвара врата и угледа Патрисија и Алисију како се љубе. Канди љутито излази пред све госте, док је родитељи теше како је Патрисио мушкарац и како има своје потребе.
Канди сада има два избора. Да буде глупа, следи родитељски савет и остане уз мушкарца кога воли упркос томе што ју је преварио са сестром. Или, да искористи прилику и напусти мушкарца који ју је издао и пронађе своју судбину на неком другом месту? Пред свим гостима, Канди скида своју венчаницу, баца је у лице свог вереника и крене да трчи плажом у свом доњем вешу. Канди открива коверту коју јој је ујак оставио и то јо се учини као права прилика да убије стару Канди и постане нова, боља и еманципована жена. Канди одлази у Гвадалахару код свог ујака и ускоро сазнаје да је трудна. Мењо уверава Кандину породицу како је Канди преминула и да је њен пепео просуо у море Гвадалахаре. Неколико месеци касније Канди се порађа и даје сину име Салвадор (спасилац).
Седам година касније, Канди и Сантијаго се сретну. Упознали су се на дан њеног неуспешног венчања, али су се посвађали када се Сантијаго представио као пластични хирург. Сантијаго је самохрани отац кога је напустила супруга Паулина, недуго након што је родила њихову кћерку Росио. Он се од тада посветио само кћерки и послу. Након Паулининог одласка, Сантијаго више није веровао ни поштовао жене, већ их је само посматрао као један вид забаве. Када упозна Канди намерава да је одведе у кревет, али када је боље упозна, схвата да је Канди она права и заљубљује се у њу.
Иако се од почетка нису подносили, Канди такође осети варнице према Сантијагу, али на путу према правој романси им стоји Мариса, Сантијагова девојка и Кандина пословна партнерка. Канди је колумнисткиња у популарном магазину, и пише колумну Las tontas no van al cielo (Глупаче не иду у рај). Када се колумна покаже успешном, Кандин сан о успешној каријери постаје стварност.
Све се мења када Патрисио поново уђе у Кандин живот, одлучан да је врати у свој. Али, постоји један проблем. Патрисио је сада у браку са Алисијом. Канди ће сада морати да одлучи којем мушкарцу припада њено срце? Патрисију, својој првој љубави, оцу њеног детета који ју је издао или Сантијагу, човеку који је њен супарник на пословном плану, али који нуди Канди шансу за ново откривање љубави?

## Ликови
- Канди (Жаклин Бракамонтес) - Спонтана, љубазна, симпатична. Превара њеног супруга са сестром ју је учинила неповерљивом. Колумнисткиња часописа Глупаче не иду у рај.
- Сантијаго (Хаиме Камил) - Пластични хирург, великог угледа. Жена га напушта због двоструког живота, који је водио. Али када упозна Канди, знаће да му остале жене не требају.
- Патрисио (Валентино Ланус) – Веома озбиљан и арогантан младић. Када га Канди остави осећа се изданим. Воли свој посао, али је у суштини веома незадовољан.
- Алисија (Фабиола Кампопанес) - Старија Кандина сестра. Након саобраћајне несреће завршава каријеру балерине. Заводи сестриног супруга Патрисија који пада на њене чари.
- Мариса (Сабине Мусијер) - Прорачуната и веома осетљива Сантијагова девојка. Образована на најбољем универзитету. Жели удају са Сантијагом јер зна да јој је добра прилика.
- Раул (Карлос де ла Мота) - Добар човек, који пати због смрти своје супруге. Има осећај обавезе према сестри Мариси.
- Соледад (Андреа Торе) - Кандина најбоља пријатељица, Бетова мајка. Радила је код Патрисија, са ким је била у вези из које је остала трудна. Тражи богатог момка.
- Артуро (Хулио Алеман) - Патрисиов отац, ауторитативан човек. Мисли да може контролисати све чланове породице, алкохоличар.
- Маргарита (Росанхела Балбо) - Патрисиова мајка, претвара се да је срећна у браку. У ствари она пати због супруга алкохоличара који је вара.
- Барбара (Габријела Палатас) - Веома слободна жена. Развела се два пута и извукла пуно новца од својих бивших супруга. Психолог је и ради са Канди.
- Мењо (Мануел Флако Ибанез) - Кандин теча, старији човек. Живи самалачки живот. Жена га оставља кад сазна да је хомосексуалац.
- Сесилија (Џини Хофман) - Нутрициониста, Кандина колегиница и пријатељица. Независна и способна жена.
- Едуардо (Алехандро Ибара) - Добар Сантијагов пријатељ, ради заједно са њим и скоро све слободно време проводе заједно. Не може бити веран својој супрузи Чајо.
- Хаиме (Маурисио Ерера) - Удовац са одраслим синовима. Уметник је, али ради као пијаниста у бару иако ужива велику пензију.

## Улоге
| Глумац:             | Улога:                             |
| ------------------- | ---------------------------------- |
| Жаклин Бракамонтес  | Кандида Канди Моралес Алкалде      |
| Хаиме Камил         | Сантијаго Лопез Кармона            |
| Валентино Ланус     | Патрисио Молина Лисарага           |
| Хулио Алеман        | Артуро Молина                      |
| Фабиола Кампопанес  | Алисија Моралес де Молина Лисарага |
| Сабине Мусијер      | Мариса                             |
| Карла Алварез       | Паулина де Лопез Кармона           |
| Алехандро Ибара     | Едуардо                            |
| Хулио Манино        | Рафаел                             |
| Мануел Флако Ибанез | Мењо                               |
| Рејналдо Росалдо    | Тоњо                               |
| Ракел Гарза         | Ортенсија                          |
| Луис Мануел Авила   | Замора                             |
| Карлос де ла Мота   | Раул                               |
| Маурисио Ерера      | Хаиме                              |
| Ана Берта Еспин     | Грегорија                          |
| Росаанхела Балбо    | Маргарита                          |
| Силвија Марискал    | Исабел                             |
| Андреа Торе         | Соледад                            |
| Џеки Гарсија        | Чајо                               |
| Хулио Вега          | Донато                             |
| Лили Бриљанте       | Тина                               |
| Габи Платас         | Барбара                            |
| Џини Хофман         | Сесилија                           |
| Ерик Геча           | Карло                              |
| Кристина Пастор     | Лулу                               |
| Вивијана Рамос      | Еванхелина                         |
| Виолета Исфел       | Лусија                             |
| Елејзер Гомез       | Чарли                              |
| Робин Вега          | Ћава                               |
| Дијего Рамирез      | Бето                               |
| Маријана Лодоза     | Росио                              |
| Агустин Арана       | Марио                              |